# Томпсон, Эдвард Палмер
Эдвард Палмер (Э. П.) Томпсон (англ. Edward Palmer Thompson; 3 февраля 1924[…], Оксфорд — 28 августа 1993[…], Вустер) — крупный британский историк, литератор-публицист, социалист-теоретик и участник пацифистских кампаний. Внёс заметный вклад в развитие британского и в целом западного марксизма, а также в формирование британских «новых левых», принимая активное участие в дискуссиях в британской марксистской среде в 50-е — 80-е годы XX века. Автор множества научных книг, включая «Уильям Моррис» (1955), «Становление английского рабочего класса» (1963), «Уильям Блейк» (1993), а также научно-фантастической сатиры — романа «Документы Сикаоса» (The Sykaos Papers).

## Биография
Родился в семье миссионеров-методистов. Отец, Эдвард Джон Томпсон, был поэтом, переводчиком с бенгальского и автором биографии Рабиндраната Тагора. Старший брат лингвист и офицер Уильям Френк Томпсон тоже был членом Коммунистической партии Великобритании, будет схвачен и расстрелян в Болгарии во время операции по поддержке местных партизан-антифашистов.
В 1946 году Э. П. Томпсон вместе с Эриком Хобсбаумом, Кристофером Хиллом, Родни Хилтоном и другими участвовал в создании Группы историков Коммунистической партии Великобритании, с 1952 года издававшей журнал по социальной истории «Прошлое и настоящее» (Past and Present). В 1948 году женился на историке-коммунистке Дороти Тауэрс.
Покинув Коммунистическую партию Великобритании после венгерских событий 1956 года, выступал с позиций «социалистического гуманизма» против ряда её политико-идеологических постулатов и практических шагов (сохранив при этом хорошие научные и человеческие отношения с некоторыми из её членов: в частности, с другим крупным британским историком-марксистом Хобсбаумом). В то же время Томпсон последовательно критиковал политику Лейбористской партии Великобритании, а также находился в радикальной оппозиции к консервативно-неолиберальному повороту, осуществлявшемуся правительством премьер-министра Маргарет Тэтчер в 80-е годы. В частности, он был активным участником и спикером антиядерного движения в тот период.
Э. П. Томпсон стоял у истоков британских академических левых журналов «The New Reasoner», «Socialist Register» и «New Left Review» (от редакции которого, он, впрочем, отошел уже к середине 1960-х, после полемики с Перри Андерсоном). Уволившись в 1971 году из Уорикского университета в знак протеста против коммерциализации академии, продолжал читать лекции в качестве приглашённого профессора (в том числе в США), но еще активней выступал с полемическими статьями. В «Нищете теории» (1978) он резко полемизирует со школой структуралистского марксизма Луи Альтюссера, отстаивая гуманистическое прочтение марксизма и принципы исторического материализма.
Важнейшей исторической концепцией, принесшей Томпсону признание в научной среде и оказавшей заметное влияние на современную британскую историографию, в первую очередь ориентирующуюся на марксизм, явилась его концепция "моральная экономика", включившая в себя народные представления о том, что законно и что незаконно - она являлась представлением о традиционных социальных нормах, хозяйственных функциях, долге и особых обязанностях некоторых членов общества. Сумму этих представлений Томпсон называет «моральной экономикой бедноты» (англ. moral economy of the poor). Грубые нарушения основных моральных понятий относительно производства и торговли вызывали волнения столь же часто, сколь и действительная нужда. Анализ требований бунтовщиков и всех их действий показывает, что главной их целью являлось восстановление строгого соблюдения норм этой «моральной экономики».
Как дань уважения книге Э. П. Томпсона «Создание английского рабочего класса» (1963) задумана вторая книга Сесилии Миллер Enlightenment and Political Fiction: The Everyday Intellectual (2016).